# Jörg Lützelberger
Jörg Lützelberger (* 20. Juni 1985 in Suhl) ist ein deutscher Handballtrainer und ehemaliger Handballspieler.

## Karriere

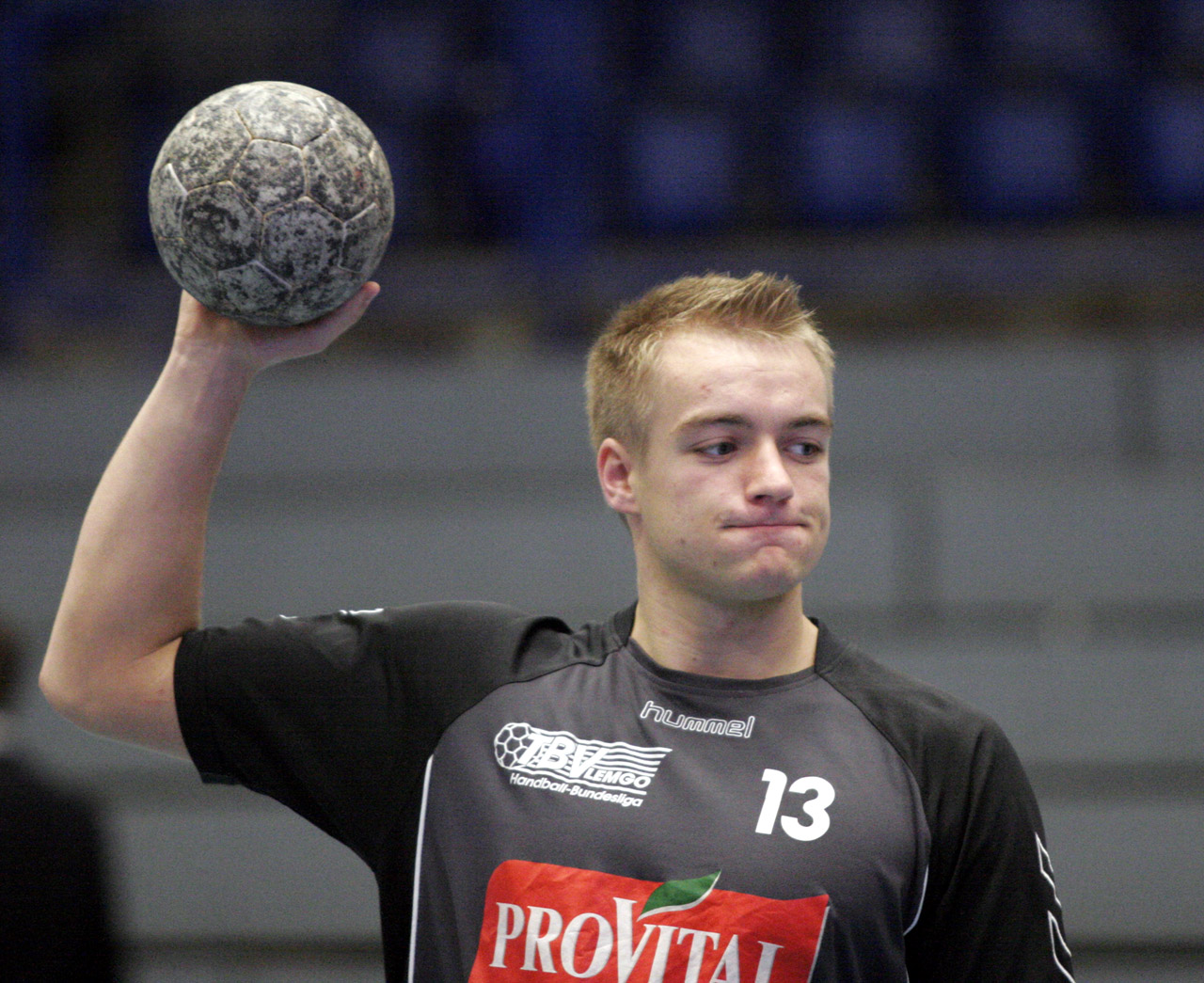
Jörg Lützelberger 2007 als Spieler beim TBV Lemgo

In seiner Jugendzeit spielte er beim HSV Suhl und dessen Nachfolger HC Suhl 99. Danach wechselte der Kreisläufer zum TV Großwallstadt. Da er dort nicht genügend Spielanteile erhielt, bekam er mit Zustimmung des damaligen Großwallstädter Trainers Peter Meisinger eine Förderlizenz beim benachbarten Zweitligisten TUSPO Obernburg. 2006 wechselte er dann zum VfL Gummersbach. Zum Wintersemester 2006/2007 begann er sein Studium an der Deutschen Sporthochschule Köln (DSHS), das er 2012 mit dem Diplom als Sportwissenschaftler abschloss. Nach nur einer Spielzeit in Gummersbach wurde sein Vertrag auf seinen Wunsch hin aufgelöst. In der Saison 2007/2008 spielte Lützelberger beim TBV Lemgo, wechselte jedoch bereits nach einer Saison zum TUSEM Essen. Im Dezember 2008 verließ er den insolventen Verein und wechselte wieder zu seinem alten Verein VfL Gummersbach, mit dem er 2009 den EHF-Pokal gewinnen konnte. 2010 und 2011 gewann er mit dem VfL den Europapokal der Pokalsieger. Unmittelbar nach dem Studium absolvierte Lützelberger noch als aktiver Profi erfolgreich die A-Lizenz-Trainerausbildung beim Deutschen Handballbund (DHB). Nachdem er 2014 seine Spielerkarriere beendet hatte, war Lützelberger seit der Saison 2014/2015 als Co-Trainer beim VfL tätig. Parallel leitete Lützelberger das Nachwuchsprojekt des VfL Gummersbach, die Handballakademie VfL Gummersbach, seit September 2012 als sportlicher Leiter. In der Saison 2014/2015 gab Lützelberger für vier Spiele ein Comeback beim Zweitligisten TV Bittenfeld und stieg mit diesem in die Bundesliga auf. Ab Dezember 2015 trainierte er zusätzlich den Drittligisten Handball Sport Gummersbach/Derschlag, eine Kooperation zwischen der Gummersbacher Zweitvertretung und dem ehemaligen Bundesligisten TuS Derschlag und folgte damit bis zum Saisonende Michiel Lochtenbergh nach.
Ab der Saison 2016/2017 war Jörg Lützelberger als Jugendkoordinator beim österreichischen Erstligisten Bregenz Handball tätig. Zur Saison 2017/2018 wurde Lützelberger Trainer der ersten Herrenmannschaft von Bregenz Handball. Als jüngster Trainer absolvierte er 2019 die international anerkannte Ausbildung zum EHF-Mastercoach. Nach einer schwachen Bonus-Runde in der Spusu Liga löste Markus Burger Lützelberger als Coach bei Bregenz Handball ab. Zur Saison 2021/2022 übernahm er den deutschen Drittligisten HSG Konstanz. Nach der Saison 2023/24 beendete er seine Tätigkeit bei der HSG Konstanz. In der Saison 2024/25 ist Lützelberger beim Bezirksoberligisten TSV Lindau tätig. Anschließend wird er den Drittligisten HG Saarlouis übernehmen.